# بالايا فوكايا
باليا فوكيا (Παλαιά Φώκαια) هي مدينة في إقليم أتيكا في اليونان.